# Alain Digbeu
Alain Donald Digbeu (Mâcon, 13 novembre 1975) è un ex cestista e allenatore di pallacanestro francese, alto 198 centimetri giocava nella posizione di ala.
È il fratello di Jennifer Digbeu.

## Carriera
Cresce con la squadra di Villeurbanne, con la quale gioca per tutti gli anni novanta. Nel 1997 viene scelto come 50º nel draft NBA dagli Atlanta Hawks, ma preferisce restare in Europa. In seguito passa al Barcellona (nel triennio 1999-2002), dove vince una Coppa del Re e un titolo della Liga ACB.
Successivamente milita con la Joventut Badalona, la Pallacanestro Varese e con Alicante.
Nel dicembre 2006 firma un contratto con la Fortitudo Bologna che lo lega alla società felsinea fino alla fine della stagione 2006-07.
Ha giocato successivamente per Alicante e in Grecia nella squadra di Panorama.

## Palmarès

### Giocatore
- Campionato spagnolo: 1

Barcellona: 2000-01
- Coppa di Francia: 2

ASVEL: 1996, 1997
- Copa del Rey: 1

Barcellona: 2001
- Liga catalana: 2

Barcellona: 2000, 2001